# Бергман, Адольф
Адольф Бергман (швед. Adolf Bergman; 14 апреля 1879, Бробю, Кристианстад — 14 мая 1926, Стокгольм) — шведский полицейский (офицер полиции Стокгольма) и спортсмен (перетягиватель каната), чемпион летних Олимпийских игр 1912 года в составе сборной Швеции. В соревновании по перетягиванию каната команда стокгольмской полиции, усиленная коллегой из Гётеборга Августом Гутафссоном и рыбаком Хербертом Линдстрёмом, в двух раундах победила чемпионов предыдущей Олимпиады — команду лондонской полиции, нанеся ей первое поражение за её историю.